# Le Carrousel (Nantes)

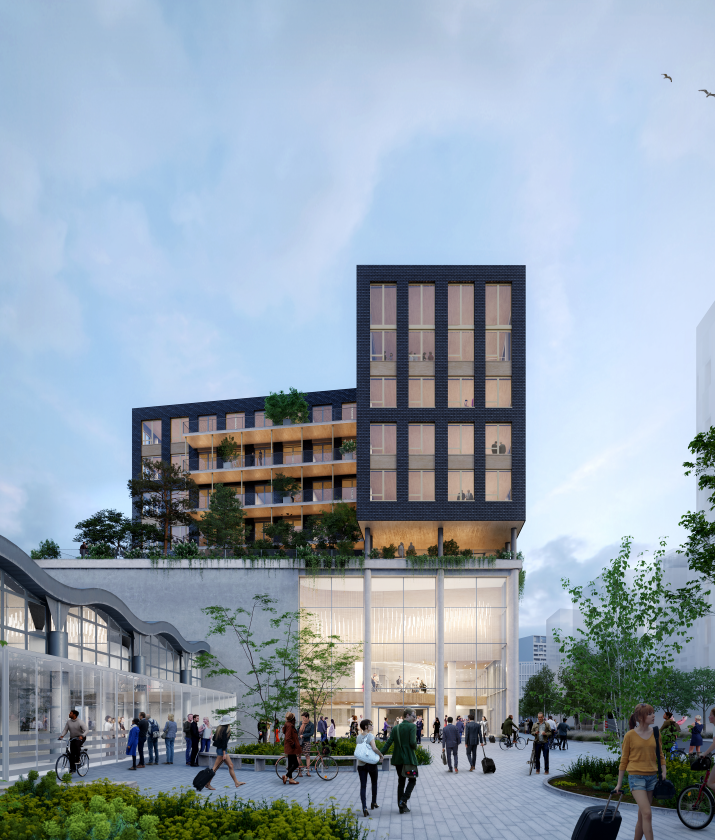
Le futur parvis des bâtiments du Carrousel

Le Carrousel est un pôle tertiaire composé de deux immeubles de bureaux et d'un Pôle d'échange multimodal connecté à la gare TGV de Nantes, situés dans le quartier d'affaires d'Euronantes à Nantes, en France. Sa construction a débuté en septembre 2022.
Œuvre de Bati Nantes dont la livraison est prévue au début de l'année 2025, l'ouvrage constitue un ambitieux projet dans le domaine de l'immobilier tertiaire. Réalisé en co-promotion avec Nantes Métropole Aménagement, le projet veut devenir un démonstrateur urbain en matière de développement durable. Il affiche ainsi plusieurs labels attestant de ses bonnes performances énergétiques, et son PEM propose des connexions à la gare ferroviaire, la gare routière, des agences de location de voiture, ainsi que le plus grand parking à vélo de France, pouvant accueillir jusqu'à 1.200 deux-roues.
Le Carrousel a obtenu deux récompenses lors des Pyramides d'Argent organisées par la Fédération des Promoteurs Immobiliers (FPI) le 6 octobre 2022 : le Grand Prix régional, remis par la Caisse d'épargne Bretagne-Pays-de-la-Loire, et le Prix de l'immobilier d'entreprise.

## Détails techniques
Au total, le projet représente une surface de 27 000 m2 dont 2 450 m2 d'espaces verts (950 m2 d'esplanade végétalisée).
Le projet se décline sur deux immeubles, comptant une surface totale de 12 000 m2 carrés pour 7 222 m2 de bureaux répartis sur sept étages. Â terme, l'espace contiendra jusqu'à 2 000 postes de travail.
330 m2 de commerces viendront compléter l'offre du projet Le Carrousel.

## Implantation dans Euronantes
L'immeuble de bureaux est situé immédiatement au-dessus du Pôle d'échange multimodal du quartier Euronantes, entre le parvis de la gare, le boulevard de Berlin, la rue Marcel Paul et l’infrastructure de la future gare routière. Le pôle accueillera également les locaux de la gare routière, la cour de reprise taxis et un parking à destination des loueurs de voitures, qui recevra jusqu'à 200 véhicules..
Pour garantir son implantation, le projet s'inspire de l’architecture contemporaine d’Euronantes, avec notamment de grandes baies vitrées. D'une manière général, le projet est à la fois contemporain et audacieux, et vient se fondre dans le nouveau quartier Euronantes.
Sa plus grande singularité vient du grand parking vélos de 1 200 places qui se développera sur deux niveaux autour d’un circuit vélos. On trouvera également 330 m2 de commerces et agences de location de véhicules complèteront l’offre au rez-de-chaussée de l’immeuble. Des voitures de location seront à disposition sur deux niveaux de parking, dans les étages supérieurs du bâtiment. Enfin, en connexion directe avec le souterrain de la gare ferroviaire et le hall de la gare routière situé en rez-de-chaussée, la cour de reprise taxis prendra place en sous-sol, pouvant accueillir environ 60 véhicules.

## Développement durable
La spécificité du Carrousel réside dans l'importance accordée à ses performances énergétiques. Il fait notamment appel à des matériaux biosourcés, comme le bois (il compte 10 800 m2 de structure bois) et la verdure y est très présente, grâce à la présence de 3 700 m2 d'esplanade végétalisée et à un grand jardin-belvédère situé à 12 mètres du sol.
Sur le plan énergétique et environnemental, c'est un bâtiment à énergie positive qui fait appel aux énergies renouvelables et reconnu par le label E3C2. Il a obtenu plusieurs labels environnementaux, notamment le label BREEAM avec le niveau excellent, qui garantit la propreté du chantier, la valorisation des déchets, le confort thermique et acoustique ainsi que les impacts limités de l'immeuble sur la biodiversité. En fin de vie, les différents matériaux utilisés pourront être pour certains recyclés et pour d’autres réutilisés. C’est le principe de l’économie circulaire, qui permet de réduire le recours aux ressources naturelles ainsi que les émissions de carbone.

## Avancée des travaux
Le chantier a débuté en septembre 2022 et la première pierre a été posée le 10 décembre 2022 en présence de Grégoire Bernard, directeur général de Batinantes, et de Johanna Rolland, maire de Nantes et présidente de Nantes Métropole.
Début décembre a également marqué le montage de la première grue, qui a permis le début des travaux de gros œuvre et de structure. Grâce à cela, 200 pieux de 25 mètres de profondeur ont pu être posés. Au total, ce sont deux grues de 45 et 55 mètres de haut qui seront nécessaires pour les travaux.

## Intervenants dans le projet
- Dimitri Roussel pour Dream et AIA Life Designers
- Groupe ETPO
- André BTP
- Briand Bois
- Atelier Ruelle